# Atletica leggera ai Giochi della VIII Olimpiade
Ai Giochi della VIII Olimpiade di Parigi 1924 sono stati assegnati 27 titoli in gare di atletica leggera.
- Durata del programma: dal 6 al 13 luglio 1924
- Nazioni partecipanti: 40[1]. La Germania non è invitata a causa delle tensioni politiche relative al pagamento dei danni di guerra alla Francia. L'Irlanda gareggia per la prima volta separatamente dalla Gran Bretagna.
- Numero di atleti iscritti: 659 (tutti uomini)[1].
- Ogni nazione può iscrivere in ciascuna specialità 4 atleti + 2 riserve.
- Sede delle gare: stadio di Colombes. Pista di 500 m, a 6 corsie. I due rettilinei misurano circa 120 metri e le due curve misurano circa 130 metri.
- Il fondo della pista è ricoperto da uno strato di argilla molto compatta ed elastica. La pista verrà molto apprezzata dai concorrenti, che saranno unanimi nel definirla la più veloce del mondo.
- Durante la settimana di gare la temperatura fu molto calda e la pioggia si manifestò solo durante le gare dei 110 ostacoli, salto in lungo e lancio del disco.
- 6 nuovi record mondiali, 9 nuovi record olimpici.

## Partecipazione
Viene aggiornato il regolamento che stabilisce il confine tra dilettantismo e professionismo; l'ultima modifica era stata apportata a Stoccolma 1912. Tra i congressi CIO di Losanna (1921) e di Roma (1923) viene sviluppato un dibattito che però non porta a soluzioni condivise. Si decide di adottare un compromesso: in mancanza di regole uguali per tutti, saranno le federazioni nazionali a farsi garanti dello status di dilettante dei propri iscritti alle Olimpiadi.
Ritornano nella famiglia olimpica Austria, Turchia ed Ungheria. Fa il suo ingresso la Bulgaria.
Le 40 nazioni che prendono parte alle gare di atletica leggera agli VIII Giochi olimpici sono:
| Paese            | Atleti |
| ---------------- | ------ |
| Argentina        | 10     |
| Australia        | 9      |
| Austria          | 7      |
| Belgio           | 17     |
| Brasile          | 8      |
| Bulgaria         | 4      |
| Canada           | 27     |
| Cecoslovacchia   | 18     |
| Cile             | 3      |
| Danimarca        | 9      |
| Ecuador          | 3      |
| Egitto           | 1      |
| Estonia          | 10     |
| Filippine        | 2      |
| Finlandia        | 52     |
| Francia          | 70     |
| Giappone         | 8      |
| Gran Bretagna    | 65     |
| Grecia           | 12     |
| Haiti            | 3      |
| India Britannica | 7      |
| Irlanda          | 10     |
| Italia           | 36     |
| Jugoslavia       | 5      |
| Lettonia         | 10     |
| Lussemburgo      | 3      |
| Messico          | 11     |
| Monaco           | 1      |
| Norvegia         | 10     |
| Nuova Zelanda    | 1      |
| Paesi Bassi      | 20     |
| Polonia          | 14     |
| Portogallo       | 3      |
| Spagna           | 13     |
| Stati Uniti      | 96     |
| Sudafrica        | 12     |
| Svezia           | 33     |
| Svizzera         | 17     |
| Turchia          | 5      |
| Ungheria         | 16     |

Tutti i Paesi presenti ad Anversa 1920 confermano la loro presenza. Ritorna il Portogallo, la cui prima partecipazione risaliva al 1912.

Tra gli stati nati dopo la prima guerra mondiale è la prima volta di Irlanda, Jugoslavia, Lettonia e Polonia.

È la prima partecipazione in assoluto nell'atletica leggera, oltre alla già citata Bulgaria, per: Argentina, Brasile, Ecuador, Filippine, Haiti e Messico.
La Nuova Zelanda conquista un medaglia con l'unico atleta che partecipa ai Giochi, il velocista Arthur Porritt.

## Il punto tecnico
Il cronometraggio è manuale al quinto di secondo. È ufficializzato solo il tempo del primo classificato.
Per l'ultima volta compaiono nel programma olimpico la gara a squadre (sui 3000 metri) e la corsa campestre. Per l'ultima volta le corsie nelle gare di velocità sono delimitate da cordicelle rette da picchetti di ferro.
Le prove di marcia vengono ridotte da due a una per diminuire le contestazioni e le difformità di giudizio tra i commissari di gara. Ma il caos che si verifica nelle batterie obbligherà il CIO a sospendere la disciplina per un quadriennio.
Nelle corse a ostacoli, i record sono omologati solo se l'atleta supera tutti gli ostacoli. Chi ne abbatte 1 viene classificato, ma l'eventuale record non viene omologato; chi ne abbatte più di 2 viene squalificato.
A Parigi vengono prese alcune decisioni organizzative che fanno tornare i Giochi indietro all'anteguerra: sono infatti abolite le premiazioni sul campo, né tanto meno vengono suonati gli inni nazionali dopo la fine delle gare. Le medaglie vengono spedite per posta agli interessati.

## Calendario
| Uomini      |              |            |              |          |                  |                         |                         |    |    |  |  |
| 100 m       | 100 m        | 200 m      | 200 m        | 400 m    | 400 m            | Staffetta 4x100 m       | Staffetta 4x100 m       | 27 |    |  |  |
| 400 m ost.  | 400 m ost.   | 110 m ost. | 110 m ost.   |          |                  | Staffetta 4x400 m       | Staffetta 4x400 m       | 27 |    |  |  |
| 800 m       | 800 m        | 800 m      | 1500 m       | 1500 m   |                  | Cross                   | Maratona                | 27 |    |  |  |
| 10.000 m    | 3000 m siepi | 5000 m     | 3000 m siepi | 5000 m   | 3000 m a squadre |                         | 3000 m a squadre        | 27 |    |  |  |
|             |              |            | Marcia 10 km |          | Marcia 10 km     |                         | Marcia 10 km            | 27 |    |  |  |
| Alto        | Alto         | Lungo      | Asta         | Asta     |                  | Triplo                  |                         | 27 |    |  |  |
| Giavellotto |              | Peso       |              | Martello |                  |                         | Disco                   | 27 |    |  |  |
|             | Pentathlon   |            |              |          |                  | Decathlon (1ª giornata) | Decathlon (2ª giornata) | 27 |    |  |  |
|             |              |            |              |          |                  |                         |                         |    |    |  |  |
| Titoli      | 2            | 4          | 3            | 3        | 4                | 1                       | 3                       | 7  | 27 |  |  |

|  | Qualificazioni |  | Finali |

Dopo le approssimazioni di Anversa, Parigi risalta per la razionalità impiegata nel compilare il calendario.

Tutti i parametri adottati a Stoccolma vengono confermati.

Le novità di Parigi sono tre:
- Le staffette vengono collocate negli ultimi due giorni di gare (diventerà uno standard);
- La maratona si tiene nell'ultimo giorno, assumendo così un particolare rilievo (anch'esso diventerà uno standard)[3]. Anche il disco (specialità greca per eccellenza) viene spostato all'ultima giornata, ma tale scelta non avrà la stessa fortuna;
- Il programma di gare termina di domenica (anch'esso diventerà uno standard)[4].

## Nuovi record
I sei record mondiali sono, per definizione, anche record olimpici.
| Nuovo record mondiale in | 6 specialità: | 10.000 m, staffetta 4×100 m, staffetta 4×400 m, salto in lungo, salto triplo e decathlon. |
| Nuovo record olimpico in | 9 specialità: | 100 m, 200 m, 400 m, 1.500 m, 5.000 m, 3.000 siepi, 400 hs, salto in alto e disco.        |

## Risultati delle gare
| Specialità | Oro                                                                             | Risultato    | Argento                                                                | Risultato    | Bronzo                                                             | Risultato    | Dettagli            |
| --- | ------------------------------------------------------------------------------- | ------------ | ---------------------------------------------------------------------- | ------------ | ------------------------------------------------------------------ | ------------ | ------------------- |
| 100 m | Harold Abrahams                                                                 | 10"6         | Jackson Scholz                                                         | 10"7         | Arthur Porritt                                                     | 10"8         | Classifica completa |
| 200 m | Jackson Scholz                                                                  | 21"6         | Charley Paddock                                                        | 21"7         | Eric Liddell                                                       | 21"9         | Classifica completa |
| 400 m | Eric Liddell                                                                    | 47"6         | Horatio Fitch                                                          | 48"4         | Guy Butler                                                         | 48"6         | Classifica completa |
| 800 m | Douglas Lowe                                                                    | 1'52"4       | Paul Martin                                                            | 1'52"6       | Schuyler Enck                                                      | 1'52"9       | Classifica completa |
| 1.500 m | Paavo Nurmi                                                                     | 3'53"6       | Willy Schärer                                                          | 3'55"0       | Henry Stallard                                                     | 3'55"6       | Classifica completa |
| 5.000 m | Paavo Nurmi                                                                     | 14'31"2      | Ville Ritola                                                           | 14'31"4      | Edvin Wide                                                         | 15'01"8      | Classifica completa |
| 10.000 m | Ville Ritola                                                                    | 30'23"2      | Edvin Wide                                                             | 30'55"2      | Eero Berg                                                          | 31'43"0      | Classifica completa |
| 3.000 m siepi | Ville Ritola                                                                    | 9'33"6       | Elias Katz                                                             | 9'44"0       | Paul Bontemps                                                      | 9'45"2       | Classifica completa |
| 110 m ostacoli | Dan Kinsey                                                                      | 15"0         | Sid Atkinson                                                           | 15"0         | Sten Pettersson                                                    | 15"4         | Classifica completa |
| 400 m ostacoli | Morgan Taylor                                                                   | 52"6         | Erik Wilén                                                             | 53"8         | Ivan Riley                                                         | 54"2         | Classifica completa |
| 3000 m a squadre | Finlandia Paavo Nurmi Ville Ritola Elias Katz                                   | 8 p.         | Regno Unito Bert Macdonald Bert Johnston George Webber                 | 14 p.        | Stati Uniti Edward Kirby William Cox Willard Tibbetts              | 25 p.        | Classifica completa |
| Maratona | Albin Stenroos                                                                  | 2h41'22"6    | Romeo Bertini                                                          | 2h47'19"6    | Clarence DeMar                                                     | 2h48'14"0    | Classifica completa |
| Marcia 10.000 m | Ugo Frigerio                                                                    | 47'49"0      | Gordon Goodwin                                                         | 48'37"9      | Cecil McMaster                                                     | 49'08"0      | Classifica completa |
| Corsa campestre individuale | Paavo Nurmi                                                                     | 32'54"8      | Ville Ritola                                                           | 34'19"4      | Earl Johnson                                                       | 35'21"0      | Classifica completa |
| Corsa campestre a squadre | Finlandia Paavo Nurmi Ville Ritola Heikki Liimatainen                           | 11 p.        | Stati Uniti Earl Johnson Arthur Studenroth August Fager                | 14 p.        | Francia Henri Lauvaux Gaston Heuet Maurice Norland                 | 20 p.        | Classifica completa |
| Salto in alto | Harold Osborn                                                                   | 1,98 m       | Leroy Brown                                                            | 1,95 m       | Pierre Lewden                                                      | 1,92 m       | Classifica completa |
| Salto con l'asta | Lee Barnes                                                                      | 3,95 m       | Glen Graham                                                            | 3,95 m       | James Brooker                                                      | 3,90 m       | Classifica completa |
| Salto in lungo | DeHart Hubbard                                                                  | 7,445 m      | Edward Gourdin                                                         | 7,275 m      | Sverre Hansen                                                      | 7,260 m      | Classifica completa |
| Salto triplo | Nick Winter                                                                     | 15,525 m     | Luis Brunetto                                                          | 15,425 m     | Vilho Tuulos                                                       | 15,370 m     | Classifica completa |
| Getto del peso | Bud Houser                                                                      | 14,995 m     | Glenn Hartranft                                                        | 14,895 m     | Ralph Hills                                                        | 14,640 m     | Classifica completa |
| Lancio del disco | Bud Houser                                                                      | 46,155 m     | Vilho Niittymaa                                                        | 44,950 m     | Tom Lieb                                                           | 44,830 m     | Classifica completa |
| Lancio del martello | Fred Tootell                                                                    | 53,295 m     | Matt McGrath                                                           | 50,840 m     | Malcolm Nokes                                                      | 48,875 m     | Classifica completa |
| Lancio del giavellotto | Jonni Myyrä                                                                     | 62,96 m      | Gunnar Lindström                                                       | 60,92 m      | Eugene Oberst                                                      | 58,35 m      | Classifica completa |
| Pentathlon | Eero Lehtonen                                                                   | 14 p.        | Elemér Somfay                                                          | 16 p.        | Robert LeGendre                                                    | 18 p.        | Classifica completa |
| Decathlon | Harold Osborn                                                                   | 7.710,775 p. | Emerson Norton                                                         | 7.350,895 p. | Aleksander Klumberg                                                | 7.329,360 p. | Classifica completa |
| Staffetta 4×100 m | Stati Uniti Loren Murchison Louis Clarke Frank Hussey Al LeConey                | 41"0         | Regno Unito Harold Abrahams Walter Rangeley Wilfred Nichol Lance Royle | 41"2         | Paesi Bassi Jan de Vries Jaap Boot Harry Broos Rinus van den Berge | 41"8         | Classifica completa |
| Staffetta 4×400 m | Stati Uniti Commodore Cochran Alan Helffrich Oliver MacDonald William Stevenson | 3'16"0       | Svezia Artur Svensson Erik Byléhn Gustaf Wejnarth Nils Engdahl         | 3'17"0       | Regno Unito Edward Toms George Renwick Dick Ripley Guy Butler      | 3'17"4       | Classifica completa |
| record mondiale; record olimpico; record mondiale stagionale; record africano; record asiatico; record europeo; record nord-centroamericano e caraibico; record sudamericano; record oceaniano; record nazionale; record personale; record personale stagionale. |                                                                                 |              |                                                                        |              |                                                                    |              |                     |

Statistiche
Dei 20 campioni di Anversa (i titoli furono 21, ma 800 e 1500 ebbero lo stesso vincitore), solamente 7 si ripresentano per difendere il titolo: Charlie Paddock (100 metri), Paavo Nurmi (10.000), Vilho Tuulos (Salto triplo), Ville Pörhölä (Getto del peso), Elmer Niklander (Lancio del disco), Jonni Myyrä (Giavellotto) e Ugo Frigerio (Marcia).
I restanti 13:
- Gli statunitensi Woodring (200 metri), Rudd (400 metri piani), Loomis (400 metri ostacoli) e Foss (Salto con l'asta) hanno finito il college e si sono ritirati dall'attività dilettantistica;
- Earl Thomson (110 ostacoli) aveva proseguito l'attività fino al 1922, poi si era ritirato a 27 anni;
- Landon (Salto in alto) non aveva partecipato ai trials (forse per un infortunio);
- Guillemot (5000 metri) non viene selezionato per dissidi con la propria Federazione;
- Pettersson (Salto in lungo) probabilmente ha mancato la qualificazione;
- Ritirati tra il 1921 e il 1923: Albert Hill (800 e 1500); Hannes Kolehmainen (Maratona); Percy Hodge (siepi); Patrick Ryan (Lancio del martello) e Helge Løvland (decathlon), tutti ultratrentenni.

## Medagliere
| Posizione | Paese         |    |    |    | Totale |
| --------- | ------------- | -- | -- | -- | ------ |
| 1         | Stati Uniti   | 12 | 10 | 10 | 32     |
| 2         | Finlandia     | 10 | 5  | 2  | 17     |
| 3         | Gran Bretagna | 3  | 3  | 5  | 11     |
| 4         | Italia        | 1  | 1  | 0  | 2      |
| 5         | Australia     | 1  | 0  | 0  | 1      |
| 6         | Svezia        | 0  | 3  | 2  | 5      |
| 7         | Svizzera      | 0  | 2  | 0  | 2      |
| 8         | Sudafrica     | 0  | 1  | 1  | 2      |
| 9         | Argentina     | 0  | 1  | 0  | 1      |
| 9         | Ungheria      | 0  | 1  | 0  | 1      |
| 11        | Francia       | 0  | 0  | 3  | 3      |
| 12        | Estonia       | 0  | 0  | 1  | 1      |
| 12        | Paesi Bassi   | 0  | 0  | 1  | 1      |
| 12        | Norvegia      | 0  | 0  | 1  | 1      |
| 12        | Nuova Zelanda | 0  | 0  | 1  | 1      |
| Totale    | Totale        | 27 | 27 | 27 | 81     |